# Aaron Brown (Leichtathlet)
Aaron Brown (* 27. Mai 1992 in Toronto) ist ein kanadischer Leichtathlet, der sich auf den Sprint spezialisiert hat. Seine größten Erfolge feierte er mit der kanadischen 4-mal-100-Meter-Staffel, mit der unter anderem 2024 Olympiasieger und 2022 Weltmeister wurde.

## Sportliche Laufbahn
Erste internationale Erfahrungen bei internationalen Meisterschaften sammelte Aaron Brown bei den Jugendweltmeisterschaften 2009 in Brixen, bei denen er die Silbermedaille über 100 Meter gewann und mit der kanadischen Sprintstaffel (1000 Meter) den fünften Platz belegte. Ein Jahr später gewann er bei den Juniorenweltmeisterschaften in Moncton die Bronzemedaille über 200 Meter und wurde über 100 Meter Fünfter. 2011 gewann er bei den Panamerikanischen Juniorenmeisterschaften in Miramar die Bronzemedaille über 100 Meter sowie Silber mit der kanadischen 4-mal-100-Meter-Staffel. 2012 qualifizierte er sich über 200 Meter für die Olympischen Spiele in London und schied dort mit 20,42 s im Halbfinale aus. 2013 qualifizierte sich Brown über 100 Meter für die Weltmeisterschaften in Moskau und schied dort mit 10,15 s im Halbfinale aus. Mit der kanadischen Staffel gewann er in 37,92 s die Bronzemedaille hinter den Mannschaften aus Jamaika und den Vereinigten Staaten. 2014 nahm er zum ersten Mal an den Commonwealth Games im schottischen Glasgow teil und schied dort mit 10,17 s ebenfalls im Halbfinale aus. 2015 erfolgte die Teilnahme an den Weltmeisterschaften in Peking, bei denen er über 100 Meter mit 10,15 s im Halbfinale ausschied sowie über 200 Meter mit 20,43 s in der Vorrunde ausschied. Mit der kanadischen Stafette gewann er in 38,13 s im Finale erneut die Bronzemedaille, dismal hinter Jamaika und der Volksrepublik China. 2016 qualifizierte sich Brown über 200 Meter erneut für die Olympischen Spiele in Rio de Janeiro und schied dort im Halbfinale mit 20,37 s aus. Mit der kanadischen 4-mal-100-Meter-Staffel gewann er mit neuem nationalen Rekord von 37,64 s im Finale die Bronzemedaille hinter Jamaika und Japan. 2017 gewann die kanadische 4-mal-200-Meter-Staffel die Goldmedaille bei den World Relays auf den Bahamas und mussten ihren Finallauf mit der 4-mal-100-Meter-Staffel vorzeitig beenden. Im August nahm er an den Weltmeisterschaften in London teil und wurde dort im Vorlauf über 200 Meter wegen eines Fehlstartes disqualifiziert. Mit der kanadischen Stafette belegte er diesmal mit 38,59 s im Finale den sechsten Platz.
Im April 2018 gewann er in 20,34 s die Silbermedaille über 200 Meter bei den Commonwealth Games im australischen Gold Coast. Ende Mai wurde er beim Prefontaine Classic in Eugene mit 20,07 s Dritter über 200 Meter und bei den Bislett Games sowie beim Bauhaus-Galan wurde er jeweils Zweiter. Im August gewann er dann bei den NACAC-Meisterschaften in Toronto in 20,20 s die Silbermedaille hinter Kyle Greaux aus Trinidad und Tobago. Zudem siegte er in 38,57 s gemeinsam mit Bismark Boateng, Jerome Blake und Mobolade Ajomale in der 4-mal-100-Meter-Staffel. Im Jahr darauf wurde er zum Auftakt der Diamond League in Doha in 20,20 s Dritter und siegte anschließend in 20,06 s beim Bauhaus-Galan, ehe er beim Meeting de Paris in 20,13 s auf Rang drei einlief. Bereits im Mai verpasste er bei den World Relays in Yokohama mit 38,76 s den Finaleinzug in der 4-mal-100-Meter-Staffel. Ende September gelangte er bei den Weltmeisterschaften in Doha über 100 und 200 Meter bis ins Finale und belegte dort in 20,10 s den sechsten Platz über 200 Meter, während er im 100-Meter-Lauf in 10,08 s Achter wurde. Zudem verpasste er mit der Staffel mit 37,91 s den Finaleinzug. 2021 wurde er beim British Grand Prix in Gateshead in 20,79 s Zweiter und anschließend wurde er bei der Doha Diamond League in 20,25 s Dritter. Daraufhin wurde er bei den Bislett Games in 20,38 s Zweiter und nahm dann an den Olympischen Spielen in Tokio teil und klassierte sich dort mit 20,20 s im Finale auf dem sechsten Platz. Zudem gewann er mit der Staffel gemeinsam mit Jerome Blake, Brendon Rodney und Andre De Grasse erneut die Bronzemedaille hinter den Teams aus Italien und dem Vereinigten Königreich. Anschließend wurde er beim Meeting de Paris in 20,20 s Dritter über 200 Meter.
2022 siegte er in 10,13 s über 100 Meter beim British Grand Prix in Birmingham und beim Kip Keino Classic siegte er in 20,05 s über 200 Meter. Im Juli erreichte er bei den Weltmeisterschaften in Eugene das Finale über 100 Meter und belegte dort in 10,07 s den achten Platz, während er über 200 Meter in 20,18 s im Finale auf Rang sieben gelangte. Zudem siegte er mit der Staffel in 37,48 s im Finale gemeinsam mit Jerome Blake, Brendon Rodney und Andre De Grasse und setzte sich damit gegen die favorisierten US-Amerikaner durch. Anfang September wurde er beim Memorial Van Damme in 20,22 s Dritter über 200 Meter und wenige Tage darauf wurde er bei Weltklasse Zürich in 20,02 s Zweiter und wurde über 100 Meter in 10,06 s Dritter. Im Jahr darauf wurde er bei der Doha Diamond League in 20,20 s Dritter und siegte kurz darauf in 20,12 s beim Kip Keino Classic, ehe er bei der Golden Gala Pietro Mennea in 20,33 s erneut Dritter wurde. Im August wurde er bei den Weltmeisterschaften in Budapest im Halbfinale über 200 Meter disqualifiziert und verpasste mit der Staffel mit 38,25 s den Finaleinzug. Bei den World Athletics Relays 2024 auf den Bahamas wurde er in 37,89 s Zweiter über 4-mal 100 Meter. Im August wurde er bei den Olympischen Sommerspielen in Paris in der ersten Runde über 100 Meter disqualifiziert und über 200 Meter schied er mit 20,57 s im Halbfinale aus. Zudem siegte er im Staffelbewerb in 37,50 s gemeinsam mit Jerome Blake, Brendon Rodney und Andre De Grasse.
In den Jahren 2013, 2018 und 2019 sowie von 2021 bis 2023 wurde Brown kanadischer Meister über 100 Meter sowie 2015, 2018, 2019, 2021, 2022 und 2024 auch im 200-Meter-Lauf. 2012 wurde er mit der Queen Elizabeth II Diamond Jubilee Medal ausgezeichnet.

## Persönliche Bestzeiten
- 100 Meter: 9,96 s (+2,0 m/s), 11. Juni 2016 in Montverde
  - 60 Meter (Halle): 6,55 s, 15. Februar 2014 in Albuquerque
- 200 Meter: 19,95 s (−0,1 m/s), 5. Juli 2019 in Lausanne
  - 200 Meter (Halle): 20,53 s, 14. Februar 2014 in Albuquerque